# Långstjärtad hök
Långstjärtad hök (Urotriorchis macrourus) är en fågel i familjen hökar inom ordningen hökfåglar.

## Utseende och läte
Långstjärtad hök gör skäl för sitt namn med just en mycket långstjärtad och utdragen profil, med litet huvud och korta vingar. Den långa svartvitbandade stjärten konstraterar tydligt med vitt på under- och övergump. På huvud och rygg är den skiffergrå, under roströd med vit strupe. Det finns även en sällsynt mörk form som är svartare ovan och har skifferfärgad undersida. Lätet är ett högljutt sekundlångt skri som faller i tonhöjd på slutet, ofta följt av ett andra, ännu ljudligare skri.

## Utbredning och systematik
Arten är den enda i släktet Urotriorchis. Fågeln förekommer i regnskogar i Afrika. Dess utbredningsområde sträcker sig från Liberia till västra Uganda och södra Kongo-Kinshasa.

## Levnadssätt
Långstjärtad hök hittas i låglånta tropiska skogar där den hörs långt oftare än syns. Den jagar oftare lågt än uppe i trädtaket, ibland till och med nära marken. Den långa stjärten underlättar jakten bland grenarna. Noterade byten är små däggdjur ekorrar, fladdermöss och gnagare, men även fåglar.

### Häckning
Fågelns häckningsbiologi var helt okänd fram tills alldeles nyligen. Adulta fåglar har setts mata ungar i september i Sierra Leone. Bon funna i Elfenbenskusten i mars och april var placerade 20–25 respektive 35 meter ovan mark, cirka 40–70 cm breda av kvistar. Det ena boet höll fortfarande på att byggas medan det i april innehöll åtminstone en stor unge.

## Status och hot
Arten har ett stort utbredningsområde, men tros minska i antal, dock inte tillräckligt kraftigt för att den ska betraktas som hotad. Internationella naturvårdsunionen IUCN listar därför arten som livskraftig (LC).